# Molleró alberenc
Els mollerons alberencs o abrons són mollerons que sovintegen en alberedes, vora àlbers (Populus alba), pollancres (P. nigra) o trèmols (P. tremula). Poden créixer vora altres planifolis (avellaner, faig, roures, til·ler, bedoll i salzes) i també coníferes (pins, pícees).
Els reconeixerem per la carn sempre blanca que, en tallar-la, canvia en poc temps (en segons o minuts depenent de les espècies) a rosa o lila i, sovint, a gris, negrós o negre.

## Espècies més corrents
Pel que fa a Catalunya, les espècies de mollerons alberencs més corrents són: 

- Leccinellum pseudoscabrum, abró d’avellaner
- Leccinum vulpinum, abró de pi
- Strobilomyces strobilaceus, abró de pinya o abró negre
- Leccinum versipelle, abró becenc
- Leccinum duriusculum, alberenc
- Leccinum aurantiacum, tremolí o abró vermell
- Leccinum albostipitatum , tremolí de cama blanca